# Cadre-47/1-Weltmeisterschaft 1976

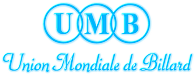
Logo UMB (ausrichtender Verband)

Veranstaltungsort: Mollerusa

Die Cadre-47/1-Weltmeisterschaft 1976 war die dritte Cadre-47/1-UMB-Weltmeisterschaft, die bis 1938 im Cadre 45/1 ausgetragen wurde. Das Turnier fand vom 25. bis zum 28. März 1976 in  Mollerusa in der spanischen Provinz Katalonien statt. Es war die erste Cadre-47/1-Weltmeisterschaft in Spanien.

## Geschichte
Der Belgier Raymond Ceulemans holte bei seiner ersten Cadre-47/1-Teilnahme gleich den Titel. Es war sein insgesamt 19. Weltmeistertitel. In der letzten und entscheidenden Partie in der ausverkauften Oper gewann Ceulemans gegen den Titelverteidiger Hans Vultink mit ausgefeilter Taktik sicher mit 300:90 in sechs Aufnahmen. Für den deutschen Vertreter Dieter Müller war bei dieser Meisterschaft deutlich mehr möglich. Erst verlor er gegen den Argentinier Osvaldo Berardi nach einer 212er-Serie und 247:95-Führung noch die Partie. Am nächsten Tag verlor er gegen Ceulemans, stark durch eine Magenverstimmung geschwächt, mit 188:300 in 11 Aufnahmen. Trotzdem war es die erste WM-Medaille im Cadre 47/1 für Deutschland nach 40 Jahren. Die letzte holte Walter Joachim im Cadre 45/1 1936 in Montpellier. Für das Highlight der Meisterschaft sorgte der Franzose Francis Connesson. Im Match gegen Hans Vultink beendete er nach einer Fehlaufnahme in atemberaubendem Tempo die Partie mit einer 300er-Schlussserie.

## Turniermodus
Es wurde eine Finalrunde im Round-Robin-System bis 300 Punkte gespielt. Bei MP-Gleichstand wird in folgender Reihenfolge gewertet:
1. MP = Matchpunkte
2. GD = Generaldurchschnitt
3. HS = Höchstserie

## Abschlusstabelle
| MP    | Match Points (Sieger = 2; Unentschieden = 1; Verlierer = 0) |
| Pkte. | Erzielte Karambolagen                                       |
| Aufn. | Benötigte Versuche                                          |
| GD    | Generaldurchschnitt                                         |
| BED   | Bester Einzeldurchschnitt eines Spielers                    |
| HS    | Höchstserie                                                 |
|       | Bester GD des Turniers                                      |
|       | Bester ED des Turniers                                      |
|       | Beste HS des Turniers                                       |
|       | 1. Platz (Gold)                                             |
|       | 2. Platz (Silber)                                           |
|       | 3. Platz (Bronze)                                           |

| Platz                      | Name              | MP   | Pkte. | Aufn. | GD    | BED    | HS  |
| -------------------------- | ----------------- | ---- | ----- | ----- | ----- | ------ | --- |
| 1                          | Raymond Ceulemans | 12:2 | 2039  | 67    | 30,43 | 75,00  | 197 |
| 2                          | Hans Vultink      | 10:4 | 1635  | 70    | 23,35 | 50,00  | 184 |
| 3                          | Dieter Müller     | 8:6  | 1776  | 78    | 22,76 | 37,50  | 212 |
| 4                          | Francis Connesson | 6:8  | 1645  | 58    | 28,36 | 150,00 | 300 |
| 5                          | Osvaldo Berardi   | 6:8  | 1846  | 95    | 19,43 | 30,00  | 117 |
| 6                          | Javier Arenaza    | 6:8  | 1383  | 109   | 12,68 | 30,00  | 121 |
| 7                          | Nobuaki Kobayashi | 5:9  | 1491  | 75    | 19,88 | 27,27  | 87  |
| 8                          | José Gálvez       | 3:11 | 1661  | 114   | 14,57 | 25,00  | 102 |
| Turnierdurchschnitt: 20,23 |                   |      |       |       |       |        |     |